# 32-га добровольча гренадерська дивізія СС «30 січня»
32-га добровольча гренадерська дивізія СС «30 Січня» (нім. 32. SS-Freiwilligen-Grenadier-Division „30. Januar“) — німецьке військове формування, гренадерська дивізія у складі військ Ваффен-СС, що брала участь у бойових діях наприкінці Другої Світової Війни. Свою назву отримала на честь дня приходу нацистів до влади — 30 січня 1933 року.

## Історія

### Формування
Офіційно про створення дивізії було оголошено 30 січня 1945 року. Створення дивізії проходило на полігоні Курмарк. Нова дивізія була, по суті, збіговиськом різних запасних і навчальних частин військ СС. Комплектувалася німцями і фольксдойче. При формуванні був використаний особовий склад танкових і моторизованих шкіл СС, частин Імперської робочої служби. Для створення піхотних полків були використані бойова група «Шилль» і чини рекрутського депо «Курмарк». Крім цього, з курсантів адміністративно-господарської школи СС в Аролзені і частин фольксштурма почав формуватися 88-й полк. Артилерійський полк і саперний батальйон були створені на базі спеціальних шкіл військ СС.

### Бойовий шлях
У лютому 1945 року боєздатні частини дивізії були перекинуті на фронт в район Франкфурта-на-Одері і введені до складу 5-го гірського корпусу СС 9-ї армії групи армій «Вісла». Дивізія обороняла передмістя Франкфурта-на-Одері, берега Одеру між Фюрстенберг — Вогельзанг — Вайзенау. У березні дивізія відступила до річки Шпрее і потім в Маркиш-Бухольц. Разом з іншими частинами СС в квітні 1945 року дивізія потрапила в котел у Хальбе. В ході кровопролитних боїв деяким її частинам вдалося прорватися з котла, а більша частина дивізії була в ньому знищена або потрапила в радянський полон. Залишки дивізії, що прорвалися з котла відступили до Луккенвальде, а потім до Ельби. В травні 1945 року залишки 32-ї дивізії СС здалися американцям у Тангермюнде.

## Командири дивізії
- Штандартенфюрер СС Йоханнес-Рудольф Мюленкамп (30 січня 1945 — 5 лютого 1945)
- Штандартенфюрер СС Йоахім Ріхтер (5 лютого 1945 — 17 лютого 1945)
- Оберфюрер СС Адольф Акс (17 лютого 1945 — 15 березня 1945)
- Штандартенфюрер СС Ганс Кемпін (15 березня 1945 — 8 травня 1945)

## Склад дивізії
- 86-й добровольчий гренадерський полк СС «Шілль»
- 87-й добровольчий гренадерський полк СС «Курмарк»
- 32-й добровольчий артилерійський полк СС
- 32-й зенітний батальйон СС
- 32-й мінометний батальйон СС
- 32-й протитанковий батальйон СС
- 32-й саперний батальйон СС
- 32-й батальйон фузілерів СС